# Зуклопентиксол
Зуклопентиксол — антипсихотическое средство (антипсихотик), производное тиоксантена, впервые выпущенный на рынок компанией Lundbeck в 1962 году. Данный препарат не одобрен для применения в США.

## Фармакологическое действие
Клопиксол оказывает выраженное антипсихотическое и специфическое тормозящее действие; последнее особенно показано при ажитации, беспокойстве, враждебности или агрессивности. Клопиксол может также оказывать преходящий, зависимый от дозы неспецифический седативный эффект, быстрое развитие которого в начале терапии (до наступления антипсихотического действия) является преимуществом при лечении острых и подострых психозов. Толерантность к неспецифическому седативному эффекту препарата наступает быстро.
Однократная инъекция Клопиксола-акуфаз обеспечивает выраженное и быстрое ослабление психотических симптомов. Продолжительность антипсихотического действия препарата после одной инъекции составляет 2—3 дня. Неспецифический седативный эффект проявляется через 2 ч, достигает максимума примерно через 8 ч, после этого значительно уменьшается и слабо проявляется при повторных инъекциях.
Терапевтическое действие Клопиксола депо значительно более пролонгировано, по сравнению с Клопиксолом. Это позволяет уверенно проводить непрерывное антипсихотическое лечение Клопиксолом депо, что особенно важно для пациентов, не выполняющих врачебные назначения. Клопиксол депо предотвращает развитие частых рецидивов, связанных с произвольным прерыванием пациентами приема пероральных лекарственных средств.

## Фармакокинетика

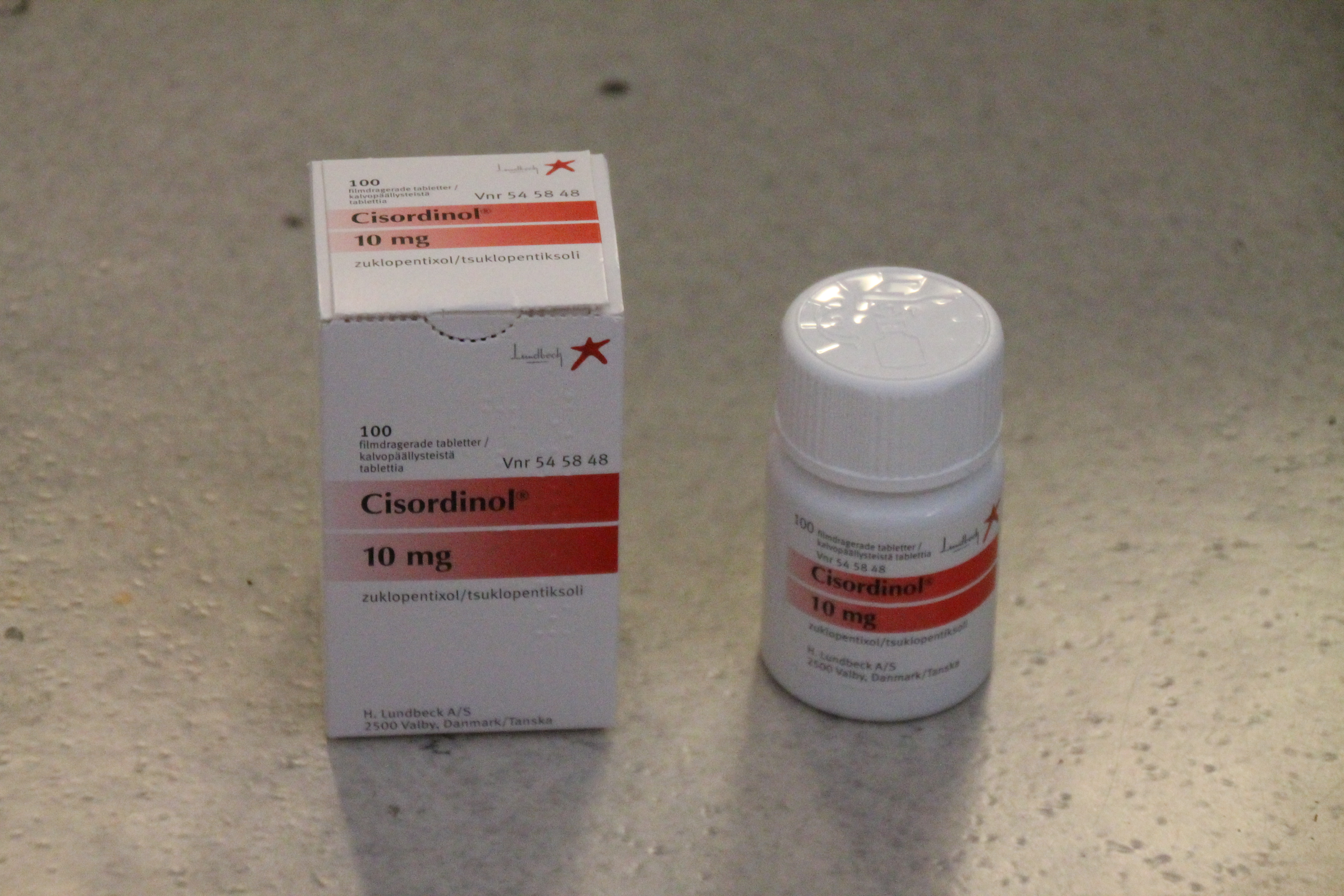
Cisordinol

Фармакокинетические и клинические испытания Клопиксола депо показали, что инъекции препарата наиболее целесообразно проводить с интервалами 2—4 недели.
Фармакокинетически доза Клопиксола депо 200 мг 1 раз в 2 недели эквивалентна дозе Клопиксола для приема внутрь, составляющей 25 мг/сут в течение 2 недель.

### Всасывание
После приема Клопиксола внутрь Cmax зуклопентиксола в плазме крови достигается через 4 ч. Биодоступность зуклопентиксола при приеме внутрь — около 44 %.
После в/м инъекции Клопиксола-акуфаз зуклопентиксола ацетат подвергается ферментативному расщеплению на активный компонент зуклопентиксол и уксусную кислоту. Cmax зуклопентиксола в сыворотке крови достигается через 24—48 ч (в среднем через 36 ч) после инъекции. Затем концентрация медленно снижается, достигая 1/3 от Cmax через 3 дня после инъекции.
После в/м инъекции Клопиксола депо зуклопентиксола деканоат подвергается ферментативному расщеплению на активный компонент зуклопентиксол и декановую кислоту. Cmax зуклопентиксола в сыворотке крови достигается к концу первой недели после инъекции. Кривая концентрации зуклопентиксола снижается экспоненциально, при этом T1/2 составляет 19 дней, что отражает скорость высвобождения активного вещества из депо.

### Распределение
Зуклопентиксол в незначительных количествах проникает через плацентарный барьер, в небольших количествах выделяется с грудным молоком.

### Выведение
При приеме внутрь T1/2 составляет примерно 20 ч.
Метаболиты не обладают нейролептической активностью; выводятся в основном с калом и, частично, с мочой.

## Показания
Клопиксол
- острая и хроническая шизофрения и другие психотические расстройства, особенно с галлюцинациями, параноидным бредом и нарушениями мышления;
- состояния ажитации, повышенного беспокойства, враждебность, агрессивность;
- маниакальная фаза биполярного аффективного расстройства;
- умственная отсталость, сочетающаяся с психомоторным возбуждением, ажитацией и другими расстройствами поведения;
- сенильное слабоумие с параноидными идеями, дезориентацией, нарушениями поведения, спутанностью сознания.

Клопиксол-акуфаз
- начальное лечение острых психозов, включая маниакальные состояния, и хронических психозов в фазе обострения.

Клопиксол депо
- острая и хроническая шизофрения и другие психотические расстройства, особенно с галлюцинациями, параноидным бредом и нарушениями мышления;
- состояния ажитации, повышенного беспокойства, враждебность, агрессивность.

## Режим дозирования
Клопиксол
Препарат принимают внутрь, суточную дозу делят на несколько приёмов. В начале лечения рекомендуется применять препарат в невысоких дозах, которые затем, в зависимости от реакции пациента на лечение, быстро увеличивают до достижения оптимального клинического эффекта.
При остром приступе шизофрении и других острых психотических расстройствах, выраженной ажитации и мании доза препарата обычно составляет 10—50 мг/сут.
При умеренных и выраженных психотических расстройствах начальная доза составляет 20 мг/сут и при необходимости может быть увеличена на 10—20 мг с интервалом 2—3 дня до 75 мг/сут и более.
При хронической шизофрении и других хронических психозах поддерживающая доза составляет 20—40 мг/сут.
При ажитации у пациентов с олигофренией доза составляет 6—20 мг/сут, при необходимости доза может быть увеличена до 25—40 мг/сут.
При сенильных расстройствах, сопровождающихся ажитацией и спутанностью сознания, препарат назначают в дозе 2—6 мг/сут, при необходимости возможно увеличение дозы до 10—20 мг/сут; более предпочтителен прием препарата в вечернее время.
Клопиксол-акуфаз
Препарат назначают в виде глубокой в/м инъекции в верхний наружный квадрант ягодичной области.
Дозу подбирают индивидуально в зависимости от состояния пациента.
Рекомендуемый объём в/м инъекции — 1—3 мл (50—150 мг). При необходимости повторные инъекции проводят с интервалом в 2—3 дня. Некоторым пациентам дополнительная инъекция может быть назначена спустя 24—48 ч после первой инъекции.
Поддерживающую терапию следует продолжать Клопиксолом для приема внутрь или Клопиксолом депо в/м в соответствии с приведенными ниже рекомендациями.
Клопиксол депо
Препарат назначают в виде глубокой в/м инъекции в верхний наружный квадрант ягодичной области.
Дозу и интервал между инъекциями определяют индивидуально в зависимости от состояния пациента.
Клопиксол депо (200 мг/мл) при поддерживающем лечении вводят в дозах 200—400 мг (1—2 мл) каждые 2—4 недели. В некоторых случаях могут потребоваться более высокие дозы или сокращение интервалов между инъекциями. Если объём раствора для в/м введения (200 мг/мл) превышает 2—3 мл, то предпочтительнее применять раствор Клопиксола депо большей концентрации (500 мг/мл).
Клопиксол депо (500 мг/мл) обычно вводят в дозах 250—750 мг (0,5—1,5 мл) каждые 1—4 недели.
Переход с Клопиксола для приема внутрь на в/м введение Клопиксола депо
Суточная доза (мг) Клопиксола для приема внутрь х 8 = доза (мг) Клопиксола депо для в/м введения 1 раз в 2 недели.
Прием Клопиксола внутрь следует продолжать в течение первой недели после первой инъекции, но в уменьшенной дозе.
Переход c в/м введения Клопиксола-акуфаз на прием Клопиксола внутрь
Через 2—3 дня после заключительной инъекции Клопиксола-акуфаз (100 мг) Клопиксол следует назначить внутрь в ежедневной дозе 40 мг, по возможности в несколько приёмов. При необходимости дозу можно увеличивать на 10—20 мг через каждые 2—3 дня до 75 мг/сут или более.
Переход с в/м введения Клопиксола-акуфаз на в/м введение Клопиксола депо
Одновременно с заключительной инъекцией Клопиксола-акуфаз (100 мг) следует ввести 200—400 мг (1—2 мл) Клопиксола депо (200 мг/мл). Повторные инъекции Клопиксола депо проводят каждые 2 недели. При необходимости допустимо применение препарата в более высоких дозах или сокращение интервалов между инъекциями. Клопиксол-акуфаз и Клопиксол депо можно смешивать в одном шприце и назначать как одну совмещенную инъекцию. Последующие дозы Клопиксола депо и интервалы между инъекциями следует устанавливать в зависимости от состояния пациента.

## Побочное действие
Со стороны ЦНС и периферической нервной системы: на начальном этапе лечения возможно развитие экстрапирамидных симптомов (в большинстве случаев они корригируются снижением дозы и/или назначением противопаркинсонических препаратов, однако регулярное профилактическое действие последних не рекомендуется). Зуклопентиксол может вызывать также головокружение, сонливость, нарушение аккомодации.
При длительной терапии у некоторых пациентов очень редко возникает поздняя дискинезия. Противопаркинсонические средства не устраняют симптомы этого состояния. Рекомендуется уменьшение дозы или, если возможно, прекращение терапии.
Со стороны сердечно-сосудистой системы: возможны ортостатическое головокружение, тахикардия,ортостатическая гипотензия.
Со стороны пищеварительной системы: сухость во рту, запор; редко — незначительные преходящие изменения печёночных проб.
Со стороны мочевыделительной системы: задержка мочи.

## Противопоказания
- острая алкогольная интоксикация;
- острая интоксикация барбитуратами;
- острая интоксикация опиатами;
- коматозные состояния.

Беременность и лактация
Клопиксол не рекомендуют применять при беременности и в период лактации (грудного вскармливания).

## Особые указания
С осторожностью назначают пациентам с хроническим гепатитом, заболеваниями сердца (в том числе с аритмиями), судорожным синдромом, а также при повышенной чувствительности к производным тиоксантена или другим нейролептикам.
При длительной терапии необходимо тщательно контролировать состояние пациентов.
Следует иметь в виду, что при применении нейролептиков, в том числе зуклопентиксола, в редких случаях возможно развитие злокачественного нейролептического синдрома (ЗНС) с летальным исходом. Основными симптомами ЗНС являются гипертермия, мышечная ригидность и нарушение сознания в сочетании с дисфункцией вегетативной нервной системы (лабильное АД, тахикардия, усиление потоотделения). При появлении указанных симптомов необходима срочная отмена Клопиксола и назначение симптоматической и поддерживающей терапии.
Клопиксол-акуфаз можно смешивать с Клопиксолом-депо, содержащим такое же масло Viscoleo.
При применении препарата, особенно в начале лечения, следует избегать управления автомобилем и работы с механизмами до определения индивидуальной реакции на проводимую терапию.
При применении зуклопентиксола не рекомендуется употребление спиртных напитков.

## Передозировка
Симптомы: возможны сонливость, кома, экстрапирамидные расстройства, судороги, артериальная гипотензия, шок, гипер- или гипотермия.
Лечение: в случае приема препарата внутрь необходимо как можно быстрее промыть желудок, рекомендуется применение сорбента. В дальнейшем проводят симптоматическую и поддерживающую терапию. Следует принять меры, направленные на поддержание деятельности дыхательной и сердечно-сосудистой систем. Не следует применять адреналин.

## Лекарственное взаимодействие
При одновременном применении Клопиксол может усиливать седативное действие этанола, анксиолитиков, снотворных и седативных средств:357.
Клопиксол усиливает гипотензивное действие антигипертензивных препаратов, антагонистов кальция, препаратов для местной анестезии, ослабляет прессорный эффект α- и β-адреномиметиков:357.
При одновременном применении Клопиксола с метоклопрамидом и пиперазином увеличивается риск развития экстрапирамидных симптомов.
Фармацевтическая несовместимость не установлена.
Сочетание Клопиксола и противоэпилептических препаратов: выраженный антагонизм (понижается судорожный порог):357.

## Условия и сроки хранения
Препарат Клопиксол следует хранить при температуре не выше 25 °C.
Препарат Клопиксол депо следует хранить в защищённом от света месте при температуре не выше 25 °C.
Препарат Клопиксол-акуфаз следует хранить в защищённом от света месте при температуре не выше 30 °C.
Условия отпуска из аптек
Список Б. Препарат отпускается по рецепту.